# Jeroen Veldmate
Jeroen Veldmate (Groninga, 8 novembre 1988) è un ex calciatore olandese, di ruolo difensore.

## Carriera
Ha giocato nella massima serie olandese con il Groningen e con l'Heracles Almelo.
Realizza una doppietta l'11 febbraio 2019 con la maglia del Go Ahead Eagles, nel match vinto 4-2 contro lo Jong Utrecht.

## Palmarès

### Club

#### Competizioni nazionali
- Eerste Divisie: 1

Emmen: 2021-2022